# إدي سارجنت
إدي سارجنت هو سياسي كندي، ولد في 11 أبريل 1915 في Port Dover ‏ في كندا، وتوفي في 28 يناير 1998 في أوين ساوند في كندا. نشط حزبياً في الحزب الليبرالي في أونتاريو ‏. وقد انتخب عضو برلمان مقاطعة أونتاريو ‏.